# Рике, Пьер-Поль
Пьер-Поль Рике, барон де Бонрепо (фр. Pierre-Paul Riquet; 29 июня 1609, Безье, Эро, Франция — 4 октября 1680, Тулуза) — французский инженер, предприниматель, инициатор и строитель Лангедокского (Южного) канала.

## Биография
Родился в знатной семье солиситора, прокурора и успешного предпринимателя. Окончил иезуитский колледж в Безье, хотя с юности интересовался только математикой и науками. Получил инженерную подготовку. В 1630 году поступил на работу чиновником, затем стал генеральным откупщиком в администрации Лангедока по сбору соляного налога. В 1660 году занялся сельским хозяйством.
Стал поставщиком боеприпасов для каталонской королевской армии. Добился быстрого обогащения, получил богатое наследство от отца, затем король разрешил ему устанавливать свои налоги. Это сделало Рике ещё более богатым человеком.
В 1662 году как барону де Бонрепо ему принадлежало несколько домов, 60 гектаров дубового и 150 га других лесов и земель, 4 небольшие фермы. Кроме того, он был владельцем дома в Тулузе. Как сеньор Бонрепо был королевским судьёй.
Материальное состояние позволило Рике планировать грандиозные проекты, в том числе гидротехнические. Одной из его идей было строительство Лангедокского канала, начатого, но не реализованного в течение нескольких веков. Логистика строительства канала была настолько сложной и грандиозной, что прочие инженеры, включая древних римлян, обсудив идею, отказывались от неё.
Его проект строительства искусственного водного пути длиной 240 километров, который соединит южное побережье Франции с Тулузой, свяжет его с системой каналов и рек, впадающих в Бискайский залив, стал одним из великих инженерных достижений XVII века. Король Людовик XIV был заинтересован в том, чтобы проект Рике осуществился, главным образом, из-за растущей стоимости и опасности транспортировки грузов и торговли вокруг южной Испании, где пираты были обычным явлением.
Пьер Поль Рике, живший рядом с водоразделом, в 1648—1660 годах совершил много изысканий в поисках воды, способной подпитывать канал. Сделал макет Южного канала с гидравлическими сооружениями и тоннелем. Начиная с 1665 года, планирование, финансирование и организация работ по строительству канала полностью поглотили Рике. Вскоре Пьер-Поль Рике был назначен управляющим проектами.

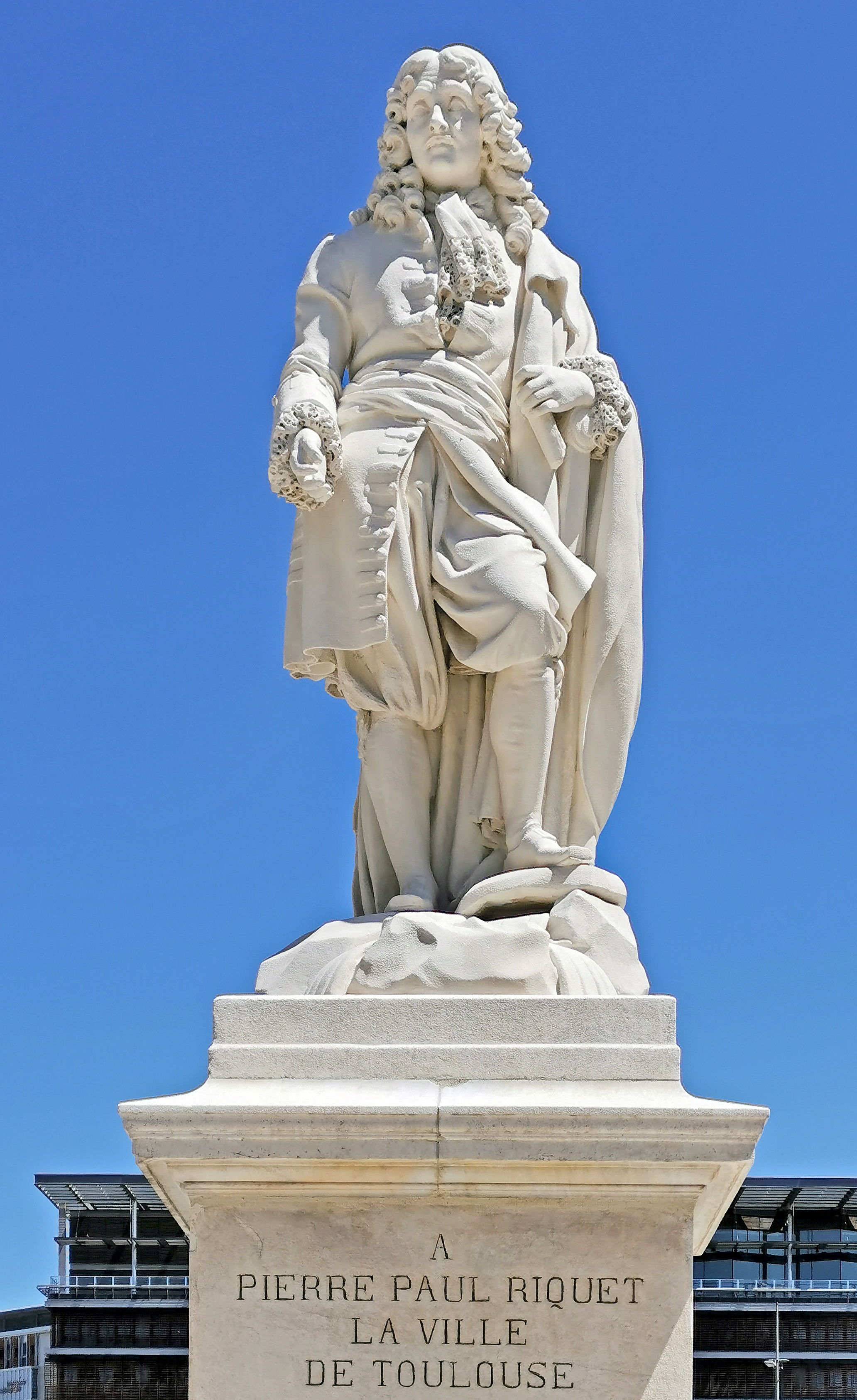
Памятник Пьеру-Полю Рике в Тулузе

Высокая стоимость строительства истощила личное состояние Рике, а возникшие проблемы, вызвали у его спонсоров, включая Людовика XIV, утрату интереса к постройке канала. Главными инженерными достижениями Рике были каскад Фонсеранн-Лок и Мальпенский тоннель, первый в мире судоходный тоннель.
Тем не менее открытие канала состоялось спустя четырнадцать лет. Королевский Лангедокский канал был завершён в 1681 году, через восемь месяцев после смерти Рике.
Умер в возрасте 71 года 1 октября 1680 года в Тулузе и похоронен в соборе святого Стефана. Его потомки — Рике-Караман — в XIX веке влились в ряды франко-бельгийской аристократии, получив герцогский титул и княжество Шиме.

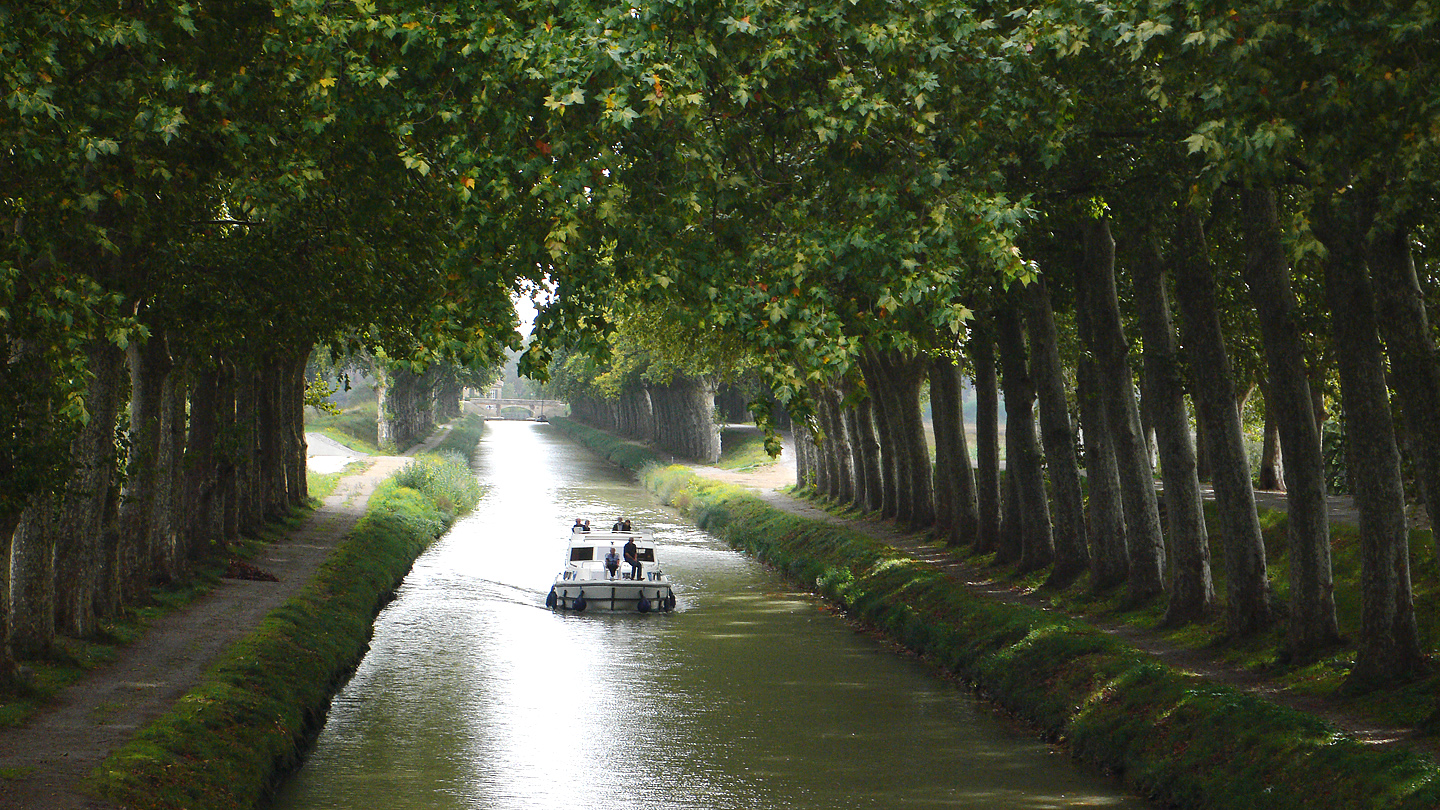
Фрагмент Лангедокского канала (Франция)
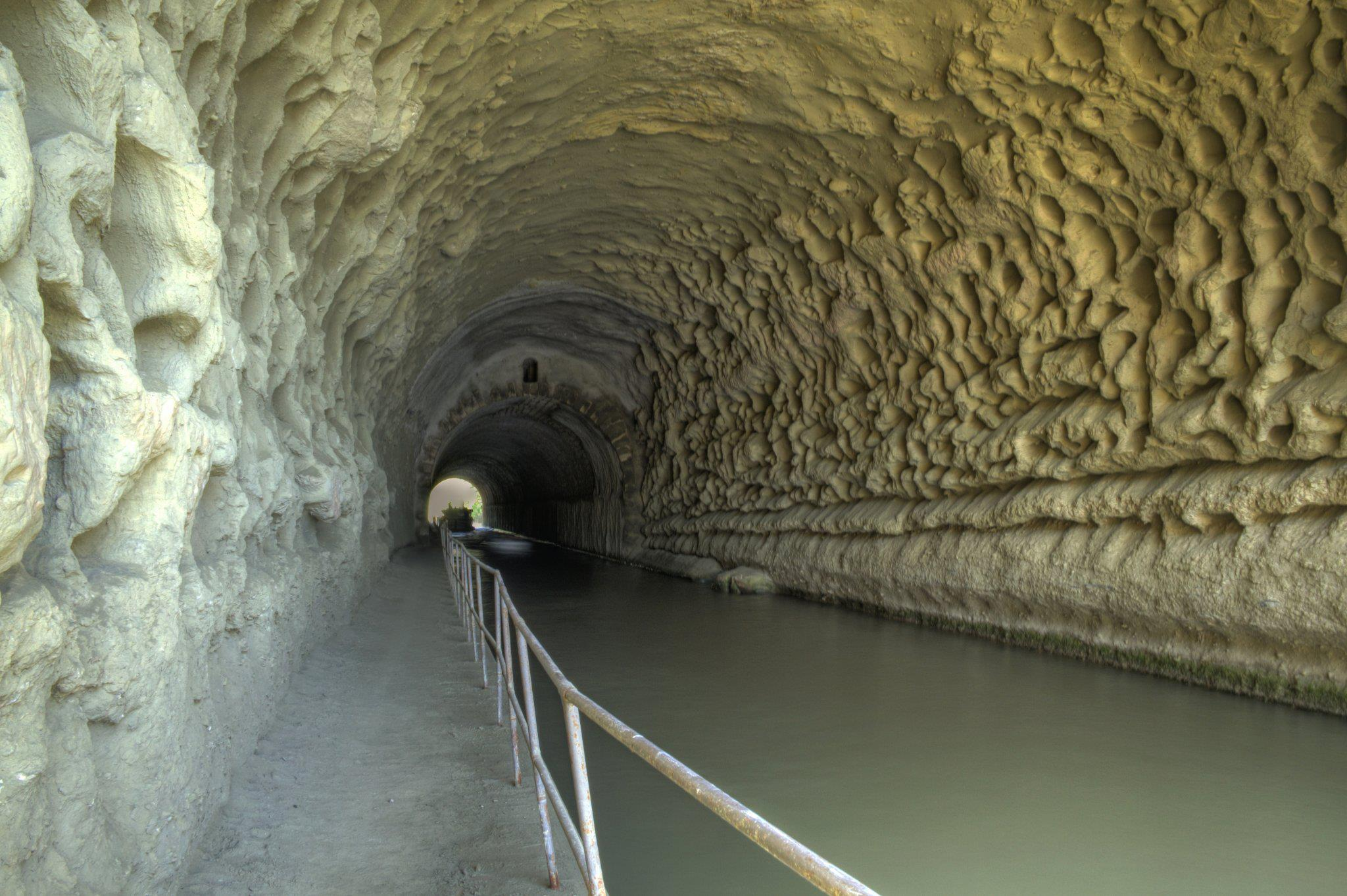
Мальпенский тоннель, первый в мире судоходный тоннель

## Память
- На месте водораздела и в Тулузе в честь Пьера-Поля Рике, создателя Лангедокского канала воздвигнуты обелиск и памятник.
- В его честь назван главный городской парк города Безье во Франции[8].
- Биографический художественный фильм 2019 года «Riquet, le songe de Naurouze» режиссёра Жана Периссе. Роль Рике исполнил актёр Бернар Ле Кок[9].